# Allan Ravn
Allan Ravn, né le 4 février 1974 à Copenhague au Danemark, est un footballeur danois évoluant au poste de milieu défensif, reconverti entraîneur.

## Biographie

### Carrière de joueur
Né à Copenhague au Danemark, Allan Ravn commence sa carrière au Brøndby IF. Il joue son premier match en professionnel le 24 septembre 1993, lors d'une rencontre de championnat face au Lyngby BK qui se solde par un match nul de un partout. Il remporte son premier trophée en étant sacré championnat du Danemark lors de la saison 1995-1996.
Allan Ravn est connu pour avoir marqué un but important dans l'histoire du Brøndby IF, le 16 septembre 1998 pour le premier match de phase de groupe de Ligue des champions de l'histoire du club, contre le Bayern Munich, futur finaliste de cette édition 1998-1999. Ravn inscrit ce jour-là dans les tout derniers instants du match le but vainqueur de son équipe (2-1 score final). Il s'agit donc de la première victoire du club en phase de groupe. Il s'agit par ailleurs d'un but mémorable, déjà parce ce qu'il représente face à une grande équipe du continent, puis par sa beauté. En effet, Ravn élimine d'un coup du sombrero deux défenseurs réputés, Markus Babbel et Lothar Matthäus, avant de décocher une frappe lointaine de l'extérieur du pied droit qui termine dans la lucarne de l'un des meilleurs gardiens du moment, Oliver Kahn. Il s'agit toutefois de la seule victoire de Brøndby dans son groupe, comptant notamment le FC Barcelone et Manchester United.
En décembre 2002 est annoncé le transfert de Allan Ravn au Landskrona BoIS, prenant effet en janvier 2003. Le joueur se dit alors séduit par le jeu offensif proposé par le club suédois.
Le bilan de la carrière d'Allan Ravn s'élève à 167 matchs en Superligaen, pour huit buts inscrits, 18 matchs en Allsvenskan, 19 matchs en Ligue des champions (un but), et 24 en Coupe de l'UEFA.

### Carrière d'entraîneur
Allan Ravn entame sa carrière d'entraîneur comme coach des jeunes talents du Herfølge BK. Il est nommé en mars 2007.
Le 20 juin 2019, Allan Ravn est nommé entraîneur principal du BK Frem, succédant ainsi à Lasse Holmgaard (en).

## Palmarès
Brøndby IF
- Championnat du Danemark (4) :
  - Champion : 1995-1996, 1996-1997, 1997-1998 et 2001-2002.